# Chandrexa de Queixa
Chandrexa de Queixa (spanisch: Chandreja de Queija) ist ein Ort und das Verwaltungszentrum einer Gemeinde (municipio) mit 478 Einwohnern (Stand: 2024) in der Provinz Ourense in der Autonomen Region (Comunidad Autónoma) Galicien im Nordwesten Spaniens.

## Lage und Klima
Chandrexa de Queixa liegt etwa 59 km östlich von Ourense und etwa 50 Kilometer nördlich der portugiesischen Grenze in einer Höhe von ca. 985 m. Im Gemeindegebiet wird der Río de Queixa aufgestaut.
Das vom Atlantik geprägte Klima ist gemäßigt und nicht selten regnerisch.

## Bevölkerungsentwicklung der Gemeinde
Legende: Chandreja de Queija___Chandrexa de Queixa

Quelle: INE-Archiv – grafische Aufarbeitung für Wikipedia
Durch Fortzug in die umliegenden Städte ist die Bevölkerung seit den 1950er Jahren stetig gesunken.

## Gemeindegliederung
Die Gemeinde Chandrexa de Queixa ist in 18 Parroquias gegliedert:
| Parroquias   | Patrozinium          | Einwohner 2024 | Fläche km² | Dichte Einw./km² | Höhe msnm | Ortskennzahl |
| ------------ | -------------------- | -------------- | ---------- | ---------------- | --------- | ------------ |
| Cadeliña     | San Pedro            | 7              | 10,36      | 1                | 1084      | 32029010000  |
| O Candedo    | Santa María          | 12             | 1,48       | 8                | 941       | 32029020000  |
| Casteligo    | San Martiño          | 53             | 10,61      | 5                | 1015      | 32029030000  |
| Casteloais   | San Pedro            | 15             | 6,27       | 2                | 1059      | 32029040000  |
| Celeiros     | San Martiño          | 121            | 1,84       | 66               | 985       | 32029050000  |
| Chandrexa    | San Pedro            | 39             | 5,97       | 7                | 966       | 32029060000  |
| Chaveán      | San Bartolomeu       | 24             | 5,99       | 4                | 940       | 32029070000  |
| Drados       | Santo Isidoro        | 18             | 4,91       | 4                | 1115      | 32029080000  |
| Fitoiro      | San Paio             | 17             | 7,50       | 2                | 1040      | 32029090000  |
| Fonteita     | Santo André          | 14             | 1,79       | 8                | 1009      | 32029100000  |
| Forcadas     | Santa María          | 19             | 17,34      | 1                | 1097      | 32029110000  |
| Parada Seca  | Santa María          | 18             | 5,24       | 3                | 1020      | 32029120000  |
| Parafita     | San Bartolomeu       | 18             | 9,44       | 2                | 1189      | 32029130000  |
| Queixa       | Santa Cruz           | 22             | 26,80      | 1                | 991       | 32029140000  |
| Rabal        | Santa María          | 49             | 12,20      | 4                | 987       | 32029150000  |
| Requeixo     | Santa María Madanela | 31             | 35,46      | 1                | 1228      | 32029160000  |
| San Cristovo | San Cristovo         | 12             | 1,62       | 7                | 939       | 32029170000  |
| Vilar        | San Cosme            | 4              | 7,01       | 1                | 989       | 32029180000  |

## Wirtschaft
| Ackerbau, Viehzucht und Fischerei                                                  | 041 | 026,80 |
| Industrie                                                                          | 021 | 013,73 |
| Bauwirtschaft                                                                      | 010 | 06,54  |
| Dienstleistungsbetriebe                                                            | 081 | 052,94 |
| Total                                                                              | 153 | 100,00 |
| * Daten aus dem Statistischen Amt für Wirtschaftliche Entwicklung in Galicien, IGE |     |        |

## Sehenswürdigkeiten
- Marienkirche in Candedo
- Martinskirche in Celeiros
- Peterskirche in Chadrexa
- Magdalenenkirche in Requeixo
- Rathaus

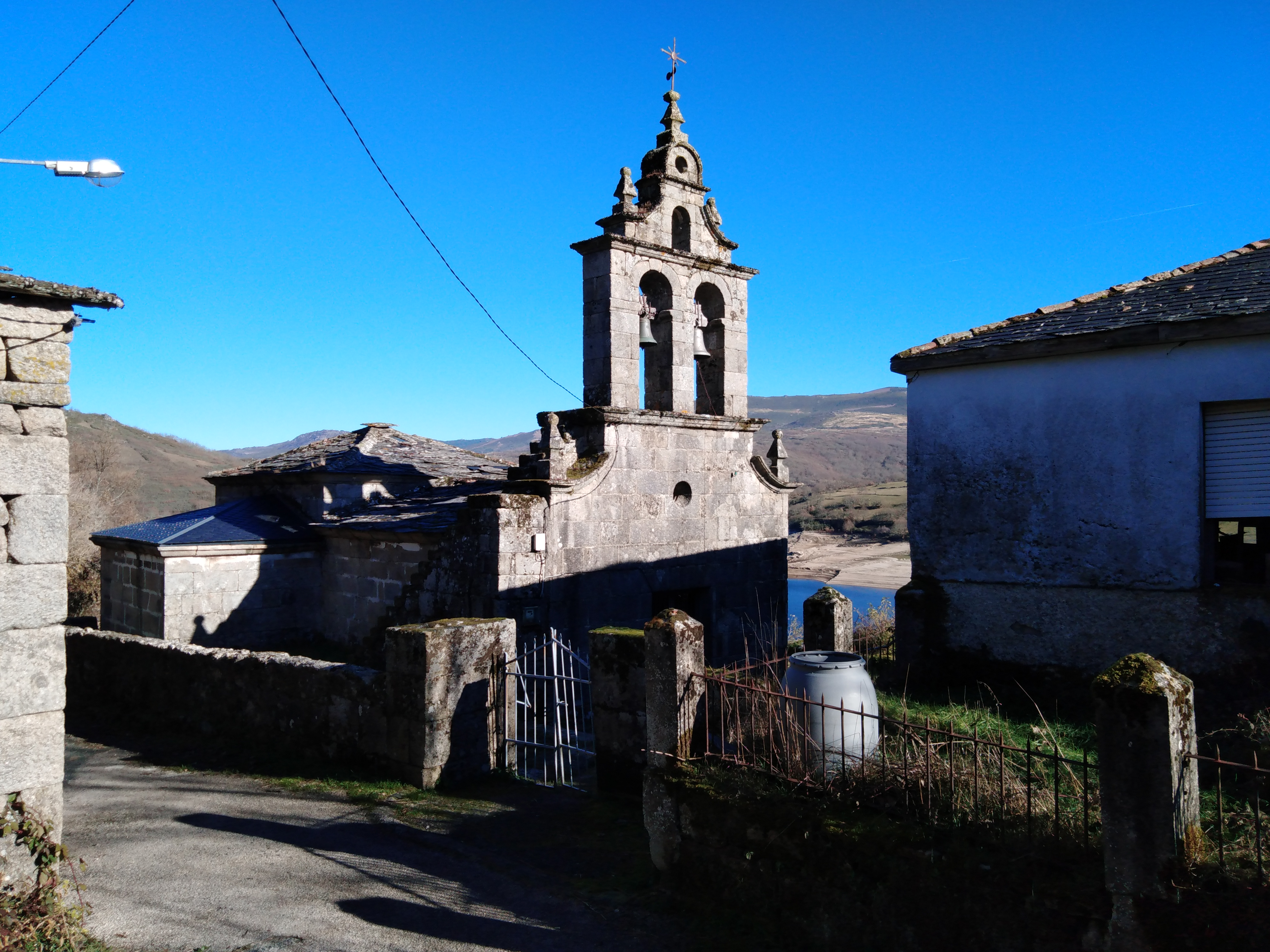
Marienkirche
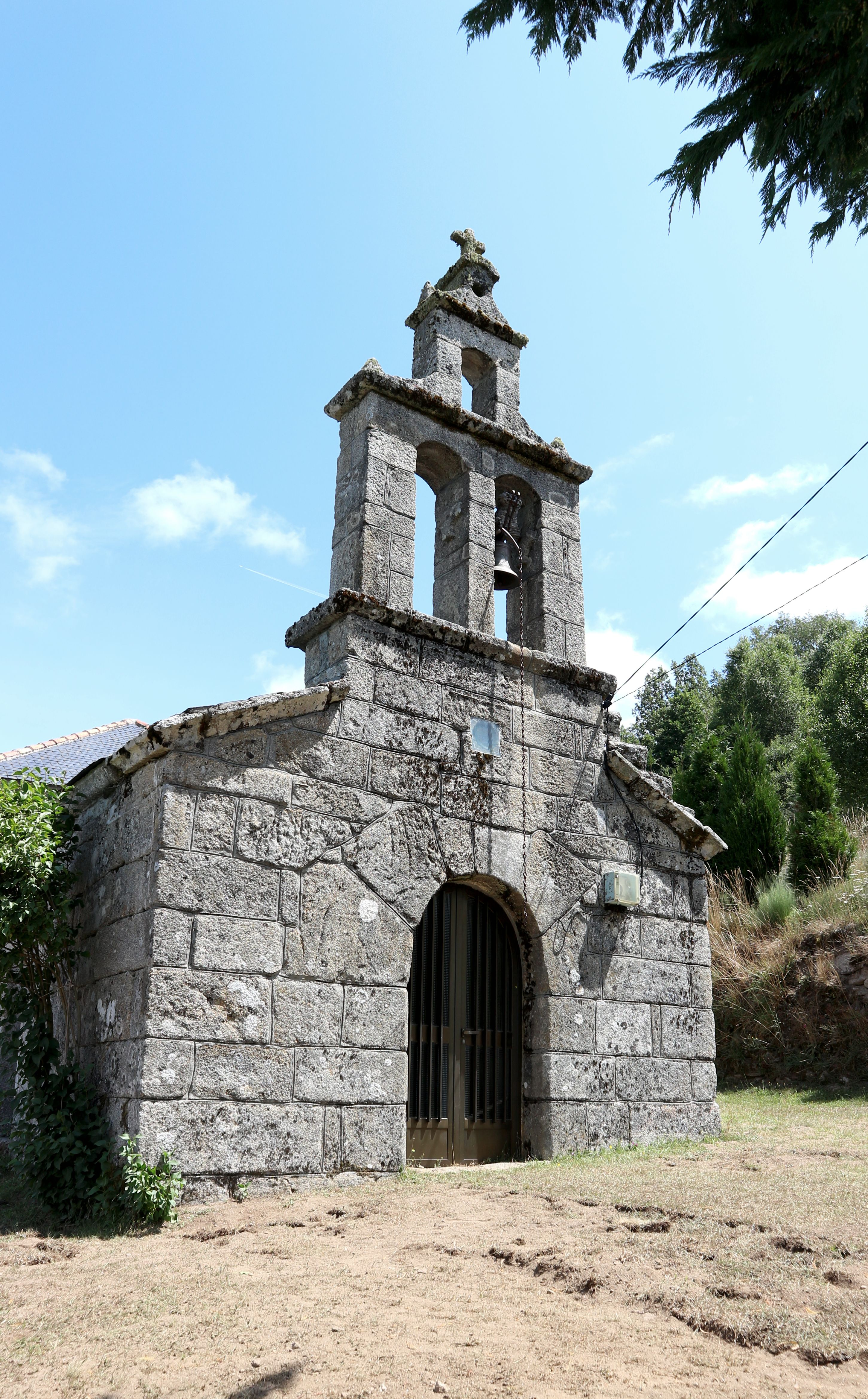
Martinskirche
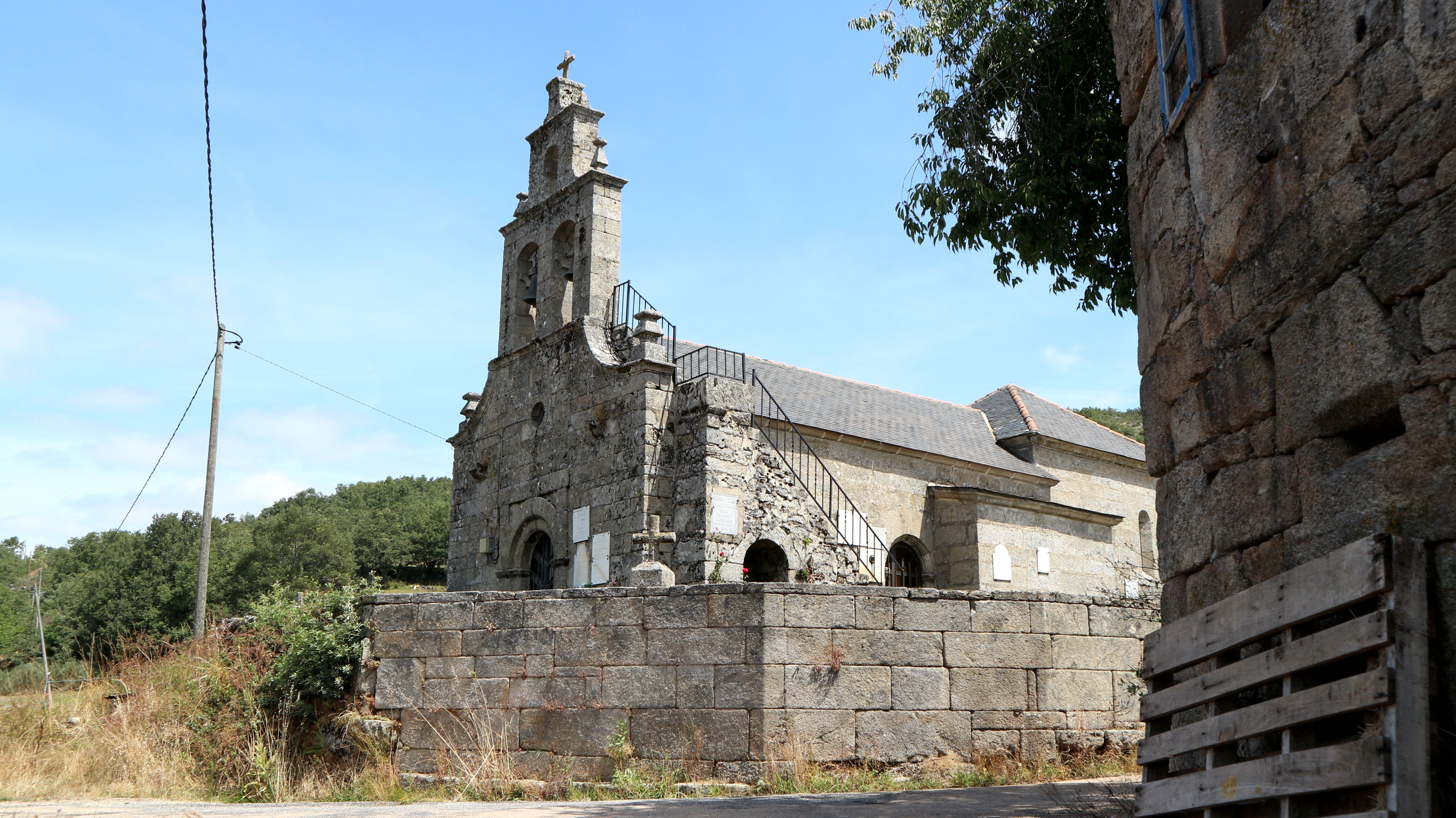
Peterskirche
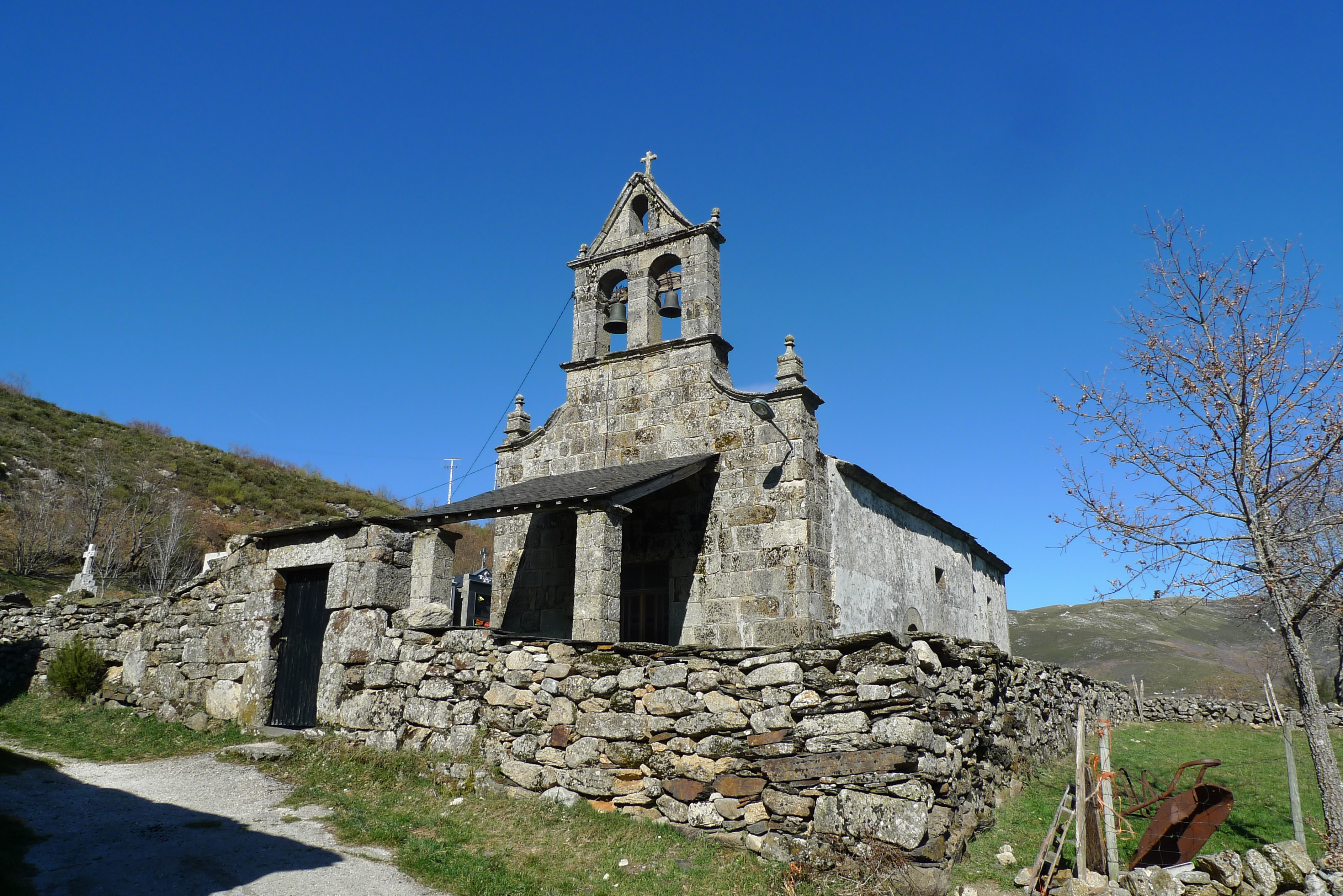
Magdelenenkirche